# Tout !
Tout ! va ser una publicació d'extrema esquerra francesa publicada del 1970 al 1971, propera al moviment Vive la Révolution i de tendència maoista espontaneïsta o fins i tot llibertària.

## Història
El primer número va publicar-se el 23 de setembre de 1970 i constava de vuit pàgines, la portada és en bitons, la resta del quadern en blanc i negre, i incloïa caricatures i reproduccions fotogràfiques amb força referències al moviment del Partit Pantera Negra.
Amb una tirada de 50.000 exemplars, l'any 1971 va ser la publicació més llegida i amb major distribució a França entre les revistes d'extrema esquerra. Jean-Paul Sartre s'esmenta a l'última pàgina com a director de la publicació. Amb poques excepcions, cap article estava signat, excepte per les inicials o el nom.
Del número 12, aparegut del 23 d'abril de 1971, se'n va prohibir la venda atès que se'l va acusar de ser pornographique. Desenvolupat en col·laboració amb el Front homosexuel d'action révolutionnaire (FHAR), reivindicava el «dret a l'homosexualitat i a totes les sexualitats» així com el «dret dels menors a la llibertat de desig i la seva realització».